# William A. Enemark
William Andrew Enemark (* 23. August 1913 in San Francisco, Kalifornien; † 17. April 2016 in Washington, D.C.) war ein Generalmajor der United States Army. Er war unter anderem Kommandeur der 7. und der 24. Infanteriedivision sowie Generalinspekteur des US-Heeres.
Über das ROTC-Programm der Stanford University gelangte William Enemark im Jahr 1937 in das Offizierskorps des US-Heeres. Dort wurde er als Leutnant der Feldartillerie zugeteilt. In der Armee durchlief er anschließend alle Offiziersränge vom Leutnant bis zum Zwei-Sterne-General.
In seinen jüngeren Jahren absolvierte er den für Offiziere in den niederen Rangstufen üblichen Dienst in verschiedenen Einheiten und Standorten. Im Jahr 1940 besuchte er die Field Artillery School in Fort Sill in Oklahoma. Während des Zweiten Weltkriegs war er auf dem europäischen Kriegsschauplatz eingesetzt. Dort diente er im XII. Korps, das der 3. Armee unter General George S. Patton unterstand. In der Folge nahm er an den Operationen dieser Armee in Nordfrankreich und später in Deutschland teil.
Nach dem Krieg setzte Enemark seine militärische Laufbahn in verschiedenen Funktionen und Einheiten fort. Im Jahr 1961 erreichte er mit seiner Beförderung zum Brigadegeneral die Generalsränge. Im Jahr 1963 wurde er zur 24. Infanteriedivision nach Deutschland versetzt, wo er deren stellvertretender Kommandeur wurde. In den Monaten April und Mai 1963 war er kommissarischer Kommandeur dieser Division. Im Jahr 1965 erreichte er den Rang eines Generalmajors.
Im September 1967 wurde er nach Südkorea versetzt, wo er das Kommando über die 7. Infanteriedivision übernahm. Diese war an der  Demilitarisierten Zone stationiert. Dieses Kommando behielt Enemark bis zum Juli 1968. Anschließend wurde er zum Generalinspekteur des US-amerikanischen Heeres ernannt. Diesen Posten bekleidete er vom 1. August 1968 bis zu seiner Pensionierung im Jahr 1972.
William Enemark war ab 1944 mit der im Jahr 2012 verstorbenen Gertrude Wisner Day verheiratet, mit der er den Sohn Peter Enemark hatte. Im Jahr 2001 zog das Paar in die militärische Pensionsanstalt Knollwood in Washington, D.C. Dort starb der ehemalige Generalmajor hochbetagt am 17. April 2016.

## Orden und Auszeichnungen
William Enemark erhielt im Lauf seiner militärischen Laufbahn unter anderem die Army Distinguished Service Medal verliehen.